# Железнодорожный транспорт в Кот-д’Ивуаре
Железнодорожный транспорт Кот-д’Ивуара — представлен 660 кмжелезнодорожного пути, с шириной колеи 1000 мм.
Первая железнодорожная линия Абиджан — Димбокро построена в 1905 году, позже в 1954 продлена до столицы Буркина-Фасо — Уагадугу.
Масса погонного метра рельса 30 и 36 кг, используются металлические и железобетонные шпалы. Основные грузы: древесина, какао, кофе, ананасы, бананы и другие сельскохозяйственные продукты.

## Железнодорожные связи со смежными странами
- Буркина-Фасо — Да — одинаковая колея 1000 мм.
- Гана — Нет — изменение колеи с 1000 мм на 1067 мм.
- Мали — Нет — одинаковая колея.
- Гвинея — Нет — одинаковая колея.
- Либерия — Нет — изменение колеи с 1000 мм на 1435 мм.